# 양양 서림사지 삼층석탑
양양 서림사지 삼층석탑(襄陽 西林寺址 三層石塔)은 대한민국 강원특별자치도 양양군 서면 서림리, 상평초등학교 현서분교에 있는 삼층석탑이다. 1996년 9월 30일 강원특별자치도의 문화재자료 제120호로 지정되었다.

## 개요
상평초등학교 현서분교 운동장 반대편 건물 뒷쪽에 서 있는 탑으로, 원래는 이곳에서 동쪽으로 약 200m 떨어진 논에 있던 것을 1965년 옆에 있는 서림사지석조비로자나불좌상(강원도문화재자료 제119호)과 함께 이곳으로 옮겨 보존하고 있다.
탑은 1층 기단(基壇) 위에 3층의 탑신(塔身)을 올린 모습이다. 기단과 탑신의 1·2층 몸돌 모서리에는 기둥 모양을 새겨 놓았다. 급한 경사가 흐르는 지붕돌은 둔하고 무거워 보이는데, 네 귀퉁이가 경쾌하게 들려있어 무거운 맛을 덜어주고 있으며, 밑면에는 1·2층은 4단, 3층은 3단의 받침을 두었다. 꼭대기에는 머리장식의 받침대역할을 하는 네모난 노반(露盤)이 3층 지붕돌과 한돌로 조각되어 있다.
몸돌의 너비가 좁고 두툼한 지붕돌이 급경사로 이루고 있어, 전체적으로 가늘고 길어 보이고 안정감이 적다. 기단과 지붕돌의 모습으로 보아, 고려시대 후기에 세운 것으로 추정된다.

## 같이 보기
- 상평초등학교 현서분교
- 양양 서림사지 석조비로자나불좌상 - 강원도 문화재자료 제119호

## 참고 자료
- 양양서림사지삼층석탑 - 국가유산청 국가유산포털